# Kościół Trójcy Świętej w Róży Wielkiej
Kościół Trójcy Świętej w Róży Wielkiej – rzymskokatolicki kościół parafialny należący do parafii pod tym samym wezwaniem (dekanat Wałcz diecezji koszalińsko-kołobrzeskiej).
Jest to świątynia zbudowana w latach 1830–32, na planie prostokąta, z wieżą nad kruchtą od strony zachodniej i prezbiterium od strony wschodniej, elewacje kościoła są otynkowane, malowane. W latach 2002–2003 zostało wykonane malowanie dachu hełmowego wieży oraz jej remont, razem z częściową wymianą tynków i usunięciem złuszczonej farby z elewacji, malowanie ścian zewnętrznych, naprawa stolarki okiennej, naprawa pokrycia dachowego i malowanie elewacji. Budowla jest własnością kościelną.
Z dziewiętnastowiecznego wyposażenia świątyni do rejestru zabytków zostały wpisane ołtarze główny i dwa 
ołtarze boczne, konfesjonał, rzeźby, feretron, lichtarz itp.